# 찬스 (만화 잡지)
《찬스》(CHANCE)는 학산문화사에서 간행하는 대한민국의 소년 만화 잡지이다. 단행본 레이블은 〈찬스 코믹스〉(CHANCE COMICS).

## 개요
1995년 5월 법인으로 등록한 학산문화사는 동년 9월 소년 만화 잡지 《찬스》를 창간하며 만화잡지 시장에 진출했다.
1990년대 초반부터 시작된 《아이큐점프》(서울문화사)와 《소년챔프》(대원동화)의 소년만화 라이벌 구도에 《찬스》가 진입, 3대 소년지 체제가 형성되었다. 이것이 원동력이 되어 이 3대 소년지의 출판사인 서울문화사, 대원씨아이, 학산문화사는 2013년까지도 대한민국 만화업계의 3대 만화 출판사로 여겨진다. 이들 3사는 이 소년 만화지들을 중심으로 일본의 잡지시스템에 따라 대상독자층을 세분화하여 각종 성별과 나이별로 여러 잡지를 내게 된다.
《찬스》는 《아이큐점프》, 《소년챔프》와 함께 일본식 만화잡지 시스템을 적극 수용하여 1990년대의 대한민국 만화 전성기에 기여하였고, 학산문화사는 《찬스》의 잡지 운영에 내실을 기하며 일본 만화 연재 및 단행본 출간의 공식 라이선스 계약의 전면에 나서 1990년대 후반에는 서울문화사, 대원씨아이와 함께 대한민국의 3대 만화출판사로 자리매김하게 되는데  서울문화사는 2018년 3월 만화사업부를 서울미디어코믹스로 분사시켰으며 이 과정에서 《아이큐점프》《윙크》는 현재까지 서울미디어코믹스에서 발행하고 있으며 《아이큐점프》는 잇따른 만화업계의 침체 때문에 2005년 28호(7월 12일 발행)부터 격주로(매월 1일 15일) 바뀐 한편 제호명도 <격주간 점프>로 변경됐고 2011년부터 현재 제호명으로 환원했으며  2022년 7월호부터 월간으로 바뀌었다.
2009년 5월부터는 격주간에서 월간으로 변경하였다. 또한 2012년 7월에는 부킹과 찬스가 만나 찬스 플러스가 되었다.

## 같이 보기
- 학산문화사